# Weißer See (Cambs)
Der Weiße See bei Cambs liegt  in der Sternberger Seenlandschaft östlich des Schweriner Sees. Am Nordufer befindet sich der Cambser Ortsteil Brahlstorf. Der gesamte See ist von einem Schilfgürtel gesäumt. Der Weiße See wird von der Motel durchflossen. Der Zufluss erfolgt aus Richtung Schwarzer See, der Abfluss über den Cambser See in die Warnow. Am Nordufer befindet sich das Feuchtgebiet Große Wiese. Der See ist ungefähr 850 Meter lang und etwas über 300 Meter breit.
Der Weiße See liegt östlich der Nordsee-Ostsee-Wasserscheide.